# Seleção Espanhola de Futebol
A Seleção Espanhola de Futebol é organizada pela Real Federação Espanhola de Futebol. É uma das confederações fundadoras da FIFA e um dos países com mais participações em Copas do Mundo. Entre os seus títulos, destacam-se a Copa do Mundo de 2010, os campeonatos europeus de futebol de 1964, 2008, 2012 e 2024 e a medalha de ouro nas Olimpíadas de 1992, além de outras três de prata em 2000,  2020 e 1920.
Em 1999 a Seleção Espanhola Sub-20 ganhou o Campeonato Mundial Sub-20, realizado na Nigéria. Nesse mesmo ano conquistou a medalha de ouro na Universíada. Em 1991, 2003 e 2007 obteve o segundo lugar no Campeonato Mundial Sub 17. A Espanha é uma potência do futsal, sendo a bicampeã do mundo em 2000 e 2004.

## História no futebol
A primeira vez em que a Espanha fez uma campanha de destaque no futebol foi em 1920, quando ganhou a medalha de prata nos Jogos Olímpicos.
Em 1964, jogando em casa, conquistou seu primeiro título, a Eurocopa.
Quase vinte anos depois, em 1982, a Espanha sediaria uma Copa do Mundo e seria eliminada na segunda fase.
Em 1992, novamente em casa, a Espanha conquistaria a inédita medalha de ouro nos Jogos Olímpicos de Barcelona.
Em 2000 nos Jogos Olímpicos de Sydney, o jovem destaque Xavi Hernández levaria os espanhóis a mais uma medalha de prata, o que se repetiu nas Olimpíadas de 2020, em Tóquio.

### Era Vicente Del Bosque
O início da Fúria
Em 2005, sob o comando do compatriota Luis Aragonés, a Espanha modificou sua forma de jogar futebol e conseguiu se classificar de forma segura para a Copa do Mundo da Alemanha em 2006, com um time recheado de jovens promessas como Cesc Fàbregas, David Villa, Fernando Torres, Andrés Iniesta, Xabi Alonso, Xavi, Puyol e Iker Casillas, além do consagrado e experiente Raúl.
Na Copa do Mundo de 2006 a Espanha foi bem para um time tão jovem. Com muita velocidade e passes precisos, mas ainda faltando um pouco de entrosamento e experiência, os espanhóis passaram de fase e enfrentaram a poderosa França de Zinédine Zidane e Thierry Henry nas oitavas de final. Apesar de entrar desacreditado, o time espanhol se postou bem em campo, fazendo com que a partida fosse bem disputada e agradou ao público, que aplaudiu o time espanhol na saída de campo mesmo com a derrota.
Dois anos mais tarde a Espanha conquistou o título da Eurocopa derrotando a Alemanha na final por 1 a 0, com gol marcado por Fernando Torres.
Após o título, o técnico Luis Aragonés deixou a seleção e Vicente del Bosque assumiu. Sob o comando de Del Bosque, a base deixada por Aragonés foi mantida e a Espanha logo passou a demonstrar um futebol muito forte, que pregava pelo domínio da posse de bola diante dos rivais.
Em 2009 a Espanha chegou como favorita ao título da Copa das Confederações. Após uma classificação sem dificuldades na fase de grupos, os espanhóis foram surpreendidos pelos Estados Unidos e foram eliminados da competição, ficando com o terceiro lugar.
O título mundial

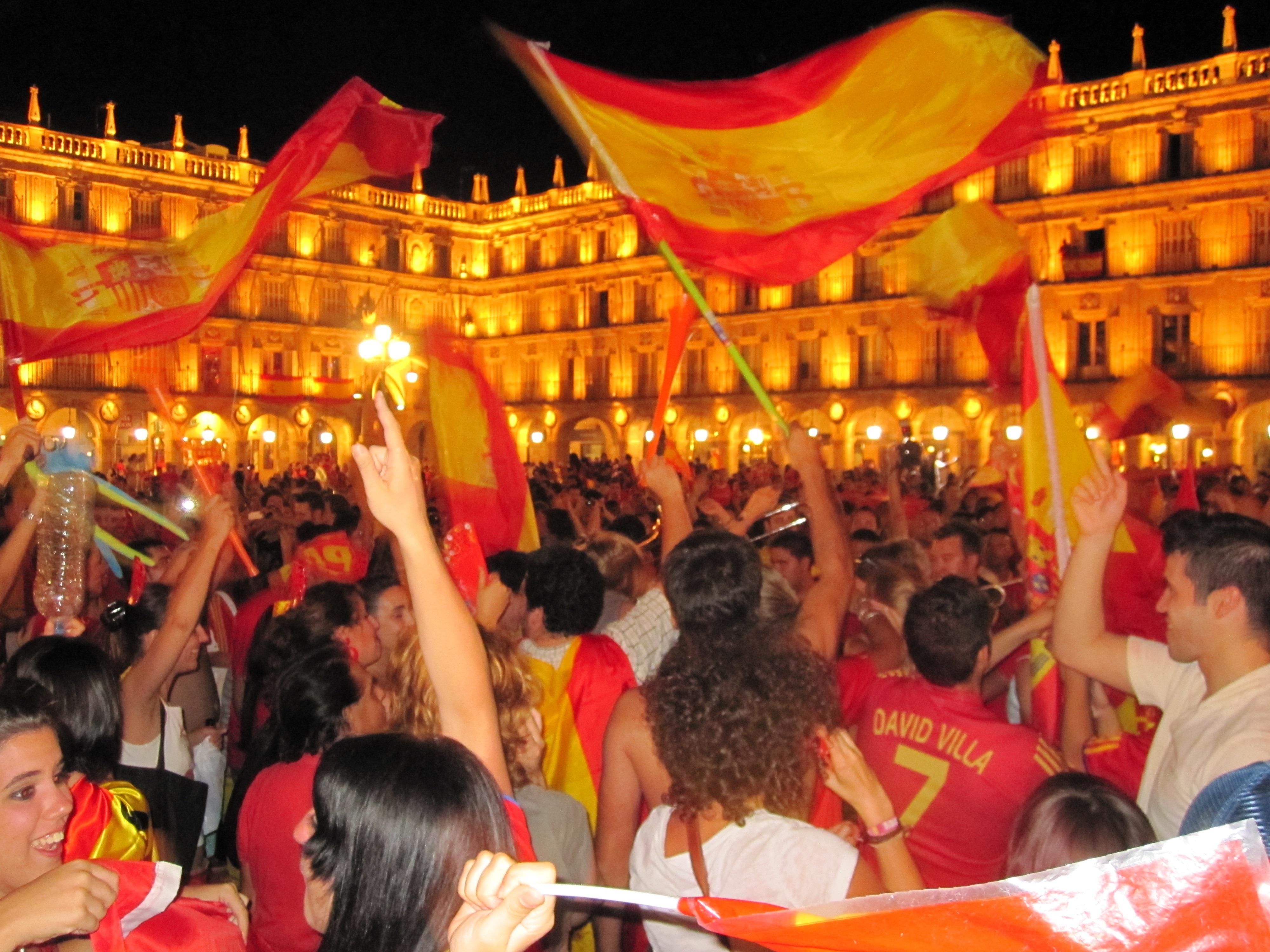
Espanhóis celebram a Copa do Mundo 2010 em Salamanca.

Com um time badalado e seguindo o projeto de Vicente Del Bosque, a Espanha chegou à África do Sul como candidata ao título mundial. Na primeira rodada os espanhóis foram pegos de surpresa e foram derrotados pela Suíça por 1 a 0. Apesar da derrota na estreia, a "Fúria" conseguiu se recuperar e fechou a fase de grupos com duas vitórias sobre Honduras e Chile.
Nas oitavas de final a Espanha envolveu e dominou o Portugal de Cristiano Ronaldo. Apesar do placar apertado de 1 a 0, o domínio foi amplamente espanhol e os portugueses não deram um susto sequer durante a partida. O gol foi marcado por David Villa.
Nas quartas de final contra o Paraguai o desfecho foi o mesmo: domínio amplo do time espanhol e vitória com placar apertado de 1 a 0 com gol de David Villa.
Na semifinal uma vitória apertada novamente sobre a Alemanha, com decisivo do zagueiro Puyol.
Na final o meia Iniesta se consagra como ídolo máximo da Seleção Espanhola após marcar o gol da vitória apertada de 1 a 0 sobre a Holanda na prorrogação. Tal feito faz com que Iniesta seja aplaudido em quase todos os estádios do território espanhol.
Além do título, o atacante David Villa foi um dos artilheiros do mundial com 5 gols marcados, Casillas foi eleito o melhor goleiro e Del Bosque; o melhor técnico.
A formação que conquistou o título inédito era: Casillas, Puyol, Piqué, Sergio Ramos, Capdevila; Xabi Alonso, Xavi, Iniesta, Fábregas; David Villa e Fernando Torres.
Bicampeonato Europeu
Em 2012, praticamente com a mesma formação, a Espanha levanta o troféu de bicampeã consecutiva da Eurocopa, desta vez goleando a Itália por 4 a 0 na final. O meia Iniesta foi eleito o Bola de Ouro da competição (Melhor jogador), o atacante Fernando Torres foi artilheiro com 4 gols e Del Bosque foi novamente o melhor técnico.
Fracasso no Brasil
Na Copa das Confederações FIFA 2013 no Brasil, a Espanha, favorita ao título, chegou à decisão depois de golear o Taiti por 10 a 0 e eliminar a Itália nos pênaltis, mas acabou derrotada pelos donos da casa por 3 a 0 no Maracanã.
Na estreia pela Copa do Mundo FIFA 2014, a Espanha foi goleada pela Holanda na Arena Fonte Nova, por 5 a 1, num dia iluminado de Arjen Robben e Robin van Persie. Na segunda rodada, perdeu para o Chile por 2 a 0. Já eliminada, a Espanha venceu a Austrália por 3 a 0 e se despediu do Mundial.
Eliminação na Euro e fim da era del Bosque
Na Eurocopa de 2016 a Espanha foi derrotada pela Croácia de virada, por 2 a 1, na terceira rodada, e terminou a fase de grupos em segundo lugar. Nas oitavas de final foi eliminada pela Itália por 2 a 0.
Após a eliminação, Vicente Del Bosque deixou o comando da Seleção Espanhola depois de 8 anos no cargo. Em seu lugar assumiu o também compatriota Julen Lopetegui.

### Era pós-Del Bosque
Demissão e nova eliminação

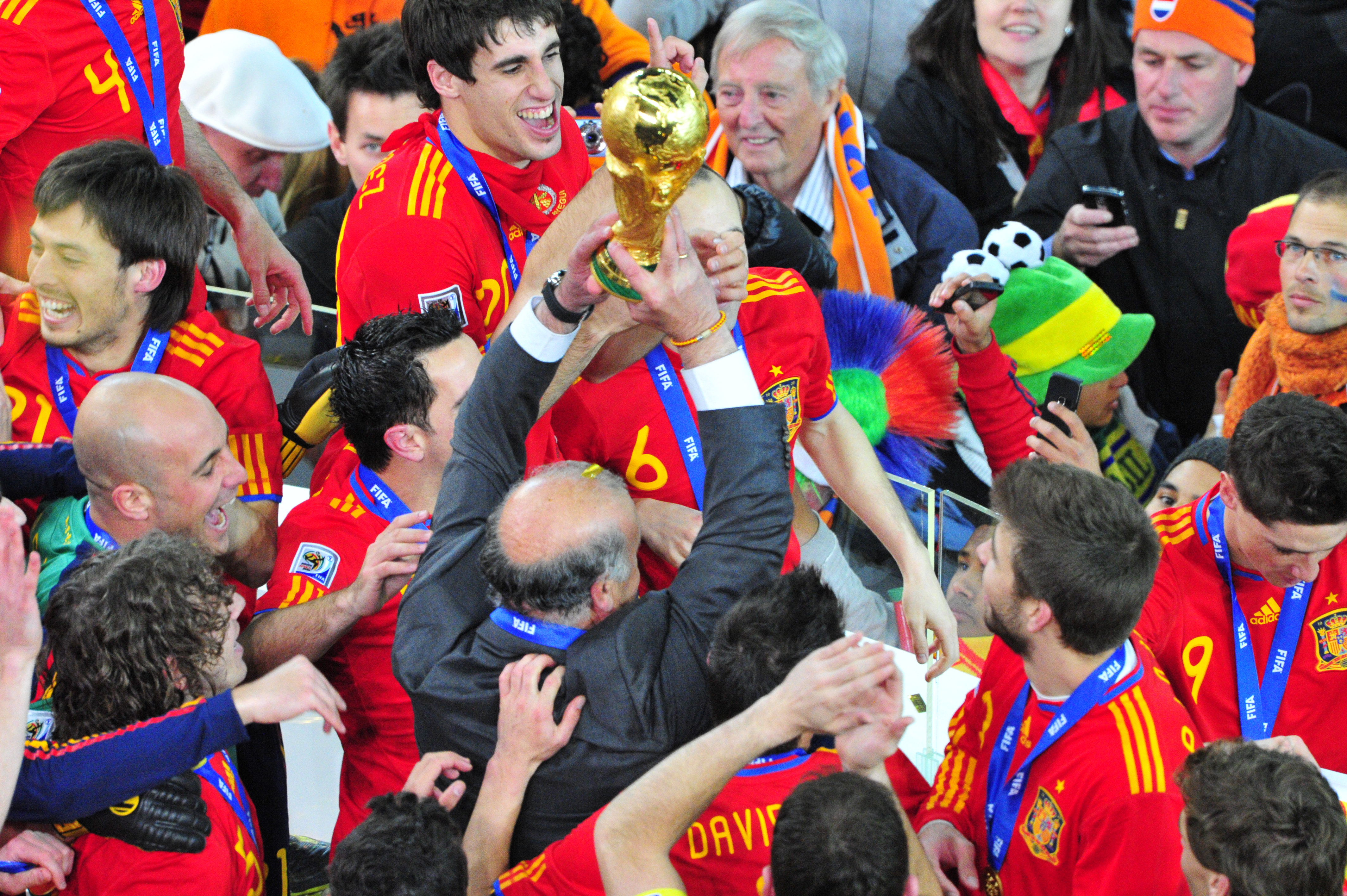
O técnico Vicente del Bosque levanta a taça da Copa do Mundo de 2010.

Reformulada, a Espanha teve bom desempenho nas Eliminatórias para a Copa do Mundo FIFA de 2018 e se classificou para o Mundial invicta. Depois disso, a seleção espanhola chegou a ser apontada como uma das favoritas ao título mundial.
Mas, apenas dois dias antes da Copa começar, a Federação Espanhola demitiu o técnico Julen Lopetegui. O motivo da demissão foi que o treinador acertou com o Real Madrid para assumir o clube após a Copa, o que não agradou a Federação.
Com a demissão do técnico, a Espanha, de favorita, passou a ser uma incógnita para a Copa de 2018. O ex-jogador Fernando Hierro foi escolhido para ser o técnico da equipe no Mundial.
Na Copa, a Espanha estreou fazendo um grande jogo com Portugal, que terminou empatado em 3 a 3. Depois, a Espanha teve dificuldades diante do Irã, mas conseguiu vencer por 1 a 0. No terceiro jogo, a Espanha quase foi derrotada pelo Marrocos, mas conseguiu empatar em 2 a 2, garantindo a classificação para a próxima fase.
Nas oitavas de final, a Espanha enfrentou a Rússia, dona da casa. A Espanha era considerada favorita no jogo, mas a partida terminou só empatada em 1 a 1, forçando a disputa por pênaltis. Os russos venceram por 4 a 3 nos pênaltis, eliminando a Espanha do Mundial.
Após a eliminação, o meia Iniesta, campeão mundial em 2010, anunciou sua aposentadoria da seleção. O técnico Fernando Hierro também deixou a equipe.
O técnico Luis Enrique assumiu a seleção após a Copa de 2018. Na Eurocopa de 2020, a Espanha foi até as semifinais, quando foi eliminada nos pênaltis pela Itália. Já na Copa do Mundo FIFA de 2022, a Espanha foi eliminada novamente nas oitavas de final, nos pênaltis, pela surpreendente seleção do Marrocos, que viria a ficar em quarto lugar no mundial. Após mais essa eliminação, Luís Enrique foi demitido e Luis de la Fuente se tornou o novo treinador da seleção espanhola. 
Em 2023, a Espanha foi campeã da Liga das Nações da UEFA, derrotando a Croácia nos pênaltis na final. 
Em 2024, a Espanha tornou-se o primeiro país a ser tetracampeão da Eurocopa, ao derrotar a Inglaterra por 2 a 1 na final. 

## Desempenho em competições
| Desempenho na Copa do Mundo | Desempenho na Copa do Mundo | Desempenho na Copa do Mundo | Desempenho na Copa do Mundo | Desempenho na Copa do Mundo | Desempenho na Copa do Mundo | Desempenho na Copa do Mundo | Desempenho na Copa do Mundo | Desempenho na Copa do Mundo |
| Ano                         | Fase                        | J                           | V                           | E[d][v]                     | D                           | GP                          | GC                          |                             |
| --------------------------- | --------------------------- | --------------------------- | --------------------------- | --------------------------- | --------------------------- | --------------------------- | --------------------------- | --------------------------- |
| 1930                        | Não participou              | Não participou              | Não participou              | Não participou              | Não participou              | Não participou              | Não participou              | Não participou              |
| 1934                        | Quartas de final            | 3                           | 1                           | 1[d]                        | 1                           | 4                           | 3                           |                             |
| 1938                        | Retirou-se*                 | Retirou-se*                 | Retirou-se*                 | Retirou-se*                 | Retirou-se*                 | Retirou-se*                 | Retirou-se*                 | Retirou-se*                 |
| 1950                        | Quarto lugar[ii]            | 6                           | 3                           | 1                           | 2                           | 10                          | 12                          |                             |
| 1954                        | Não participou              | Não participou              | Não participou              | Não participou              | Não participou              | Não participou              | Não participou              | Não participou              |
| 1958                        | Não participou              | Não participou              | Não participou              | Não participou              | Não participou              | Não participou              | Não participou              | Não participou              |
| 1962                        | Primeira fase               | 3                           | 1                           | 0                           | 2                           | 2                           | 3                           |                             |
| 1966                        | Primeira fase               | 3                           | 1                           | 0                           | 2                           | 4                           | 5                           |                             |
| 1970                        | Não participou              | Não participou              | Não participou              | Não participou              | Não participou              | Não participou              | Não participou              | Não participou              |
| 1974                        | Não participou              | Não participou              | Não participou              | Não participou              | Não participou              | Não participou              | Não participou              | Não participou              |
| 1978                        | Primeira fase               | 3                           | 1                           | 1                           | 1                           | 2                           | 2                           |                             |
| 1982                        | Segunda fase                | 5                           | 1                           | 2                           | 2                           | 4                           | 5                           |                             |
| 1986                        | Quartas de final            | 5                           | 3                           | 1[d]                        | 1                           | 11                          | 4                           |                             |
| 1990                        | Oitavas de final            | 4                           | 2                           | 1[d]                        | 1                           | 6                           | 4                           |                             |
| 1994                        | Quartas de final            | 5                           | 2                           | 2[d]                        | 1                           | 10                          | 6                           |                             |
| 1998                        | Primeira fase               | 3                           | 1                           | 1                           | 1                           | 8                           | 4                           |                             |
| 2002                        | Quartas de final            | 5                           | 3                           | 2[d]                        | 0                           | 10                          | 5                           |                             |
| 2006                        | Oitavas de final            | 4                           | 3                           | 0                           | 1                           | 9                           | 4                           |                             |
| 2010                        | Campeão                     | 7                           | 6                           | 0                           | 1                           | 8                           | 2                           |                             |
| 2014                        | Primeira fase               | 3                           | 1                           | 0                           | 2                           | 4                           | 7                           |                             |
| 2018                        | Oitavas de final            | 4                           | 1                           | 3[d]                        | 0                           | 7                           | 6                           |                             |
| 2022                        | Oitavas de final            | 4                           | 1                           | 2[d]                        | 1                           | 9                           | 3                           |                             |
| 2026                        | A definir                   | A definir                   | A definir                   | A definir                   | A definir                   | A definir                   | A definir                   | A definir                   |
| Total                       | 1 título                    | 67                          | 31                          | 17                          | 19                          | 108                         | 75                          |                             |

| Desempenho na Eurocopa | Desempenho na Eurocopa | Desempenho na Eurocopa | Desempenho na Eurocopa | Desempenho na Eurocopa | Desempenho na Eurocopa | Desempenho na Eurocopa | Desempenho na Eurocopa |                |
| Ano                    | Fase                   | J                      | V                      | E[d][v]                | D                      | GP                     | GC                     |                |
| ---------------------- | ---------------------- | ---------------------- | ---------------------- | ---------------------- | ---------------------- | ---------------------- | ---------------------- | -------------- |
| 1960                   | Retirou-se**           | Retirou-se**           | Retirou-se**           | Retirou-se**           | Retirou-se**           | Retirou-se**           | Retirou-se**           | Retirou-se**   |
| 1964                   | Campeão                | 2                      | 2                      | 0                      | 0                      | 4                      | 2                      |                |
| 1968                   | Não participou         | Não participou         | Não participou         | Não participou         | Não participou         | Não participou         | Não participou         | Não participou |
| 1972                   | Não participou         | Não participou         | Não participou         | Não participou         | Não participou         | Não participou         | Não participou         | Não participou |
| 1976                   | Não participou         | Não participou         | Não participou         | Não participou         | Não participou         | Não participou         | Não participou         | Não participou |
| 1980                   | Primeira fase          | 3                      | 0                      | 1                      | 2                      | 2                      | 4                      |                |
| 1984                   | Segundo lugar          | 5                      | 1                      | 3[v]                   | 1                      | 4                      | 5                      |                |
| 1988                   | Primeira fase          | 3                      | 1                      | 0                      | 2                      | 3                      | 5                      |                |
| 1992                   | Não participou         | Não participou         | Não participou         | Não participou         | Não participou         | Não participou         | Não participou         | Não participou |
| 1996                   | Quartas de final       | 4                      | 1                      | 3[d]                   | 0                      | 4                      | 3                      |                |
| 2000                   | Quartas de final       | 4                      | 2                      | 0[d]                   | 2                      | 7                      | 7                      |                |
| 2004                   | Primeira fase          | 3                      | 1                      | 1                      | 1                      | 2                      | 2                      |                |
| 2008                   | Campeão                | 6                      | 5                      | 1                      | 0                      | 12                     | 3                      |                |
| 2012                   | Campeão                | 6                      | 4                      | 2                      | 0                      | 12                     | 1                      |                |
| 2016                   | Oitavas de final       | 4                      | 2                      | 0                      | 2                      | 5                      | 4                      |                |
| 2020                   | Terceiro lugar         | 6                      | 2                      | 4                      | 0                      | 13                     | 6                      |                |
| 2024                   | Campeão                | 7                      | 7                      | 0                      | 0                      | 15                     | 4                      |                |
| Total                  | 4 títulos              | 53                     | 28                     | 14                     | 10                     | 83                     | 46                     |                |

| Desempenho na Copa das Confederações | Desempenho na Copa das Confederações | Desempenho na Copa das Confederações | Desempenho na Copa das Confederações | Desempenho na Copa das Confederações | Desempenho na Copa das Confederações | Desempenho na Copa das Confederações | Desempenho na Copa das Confederações |                |
| Ano                                  | Posição                              | J                                    | V                                    | E                                    | D                                    | GP                                   | GC                                   |                |
| ------------------------------------ | ------------------------------------ | ------------------------------------ | ------------------------------------ | ------------------------------------ | ------------------------------------ | ------------------------------------ | ------------------------------------ | -------------- |
| 1992                                 | Não participou                       | Não participou                       | Não participou                       | Não participou                       | Não participou                       | Não participou                       | Não participou                       | Não participou |
| 1995                                 | Não participou                       | Não participou                       | Não participou                       | Não participou                       | Não participou                       | Não participou                       | Não participou                       | Não participou |
| 1997                                 | Não participou                       | Não participou                       | Não participou                       | Não participou                       | Não participou                       | Não participou                       | Não participou                       | Não participou |
| 1999                                 | Não participou                       | Não participou                       | Não participou                       | Não participou                       | Não participou                       | Não participou                       | Não participou                       | Não participou |
| 2001                                 | Não participou                       | Não participou                       | Não participou                       | Não participou                       | Não participou                       | Não participou                       | Não participou                       | Não participou |
| 2003                                 | Não participou                       | Não participou                       | Não participou                       | Não participou                       | Não participou                       | Não participou                       | Não participou                       | Não participou |
| 2005                                 | Não participou                       | Não participou                       | Não participou                       | Não participou                       | Não participou                       | Não participou                       | Não participou                       | Não participou |
| 2009                                 | Terceiro lugar                       | 5                                    | 4                                    | 0                                    | 1                                    | 11                                   | 4                                    |                |
| 2013                                 | Segundo lugar                        | 5                                    | 3                                    | 1                                    | 1                                    | 15                                   | 4                                    |                |
| 2017                                 | Não participou                       | Não participou                       | Não participou                       | Não participou                       | Não participou                       | Não participou                       | Não participou                       | Não participou |
| Total                                | 0 títulos                            | 10                                   | 7                                    | 1                                    | 2                                    | 26                                   | 8                                    |                |

| Desempenho na Liga das Nações da UEFA | Desempenho na Liga das Nações da UEFA | Desempenho na Liga das Nações da UEFA | Desempenho na Liga das Nações da UEFA | Desempenho na Liga das Nações da UEFA | Desempenho na Liga das Nações da UEFA | Desempenho na Liga das Nações da UEFA | Desempenho na Liga das Nações da UEFA | Desempenho na Liga das Nações da UEFA |
| Ano                                   | Divisão                               | Fase                                  | J                                     | V                                     | E                                     | D                                     | GP                                    | GC                                    |
| ------------------------------------- | ------------------------------------- | ------------------------------------- | ------------------------------------- | ------------------------------------- | ------------------------------------- | ------------------------------------- | ------------------------------------- | ------------------------------------- |
| 2018-19                               | A                                     | 7/12                                  | 4                                     | 2                                     | 0                                     | 2                                     | 12                                    | 7                                     |
| 2020-21                               | A                                     | Segundo lugar                         | 6                                     | 3                                     | 2                                     | 1                                     | 13                                    | 3                                     |
| 2022-23                               | A                                     | Campeão                               | 8                                     | 4                                     | 3                                     | 1                                     | 10                                    | 6                                     |
| Total                                 |                                       | 3/3                                   | 18                                    | 9                                     | 5                                     | 4                                     | 35                                    | 16                                    |

- v. ^ Indica empate incluindo jogos eliminatórios decididos nos pênaltis ou em prorrogações em que a Espanha se classificou.
- **: A Espanha se retirou da Eurocopa de 1960 pois se negou a enfrenar a Seleção Soviética, por ordem do governo do ditador Francisco Franco.

## Estatísticas
Negrito: Jogadores ainda em atividade

### Jogadores com mais partidas
Atualizado em 12 de Outubro de 2023
| # | Nome                         | Período   | Jogos | Gols |
| - | ---------------------------- | --------- | ----- | ---- |
| 1 | Sergio Ramos                 | 2005-2022 | 180   | 23   |
| 2 | Iker Casillas (Goleiro)      | 2000-2016 | 167   | 0    |
| 3 | Sergio Busquets              | 2009-2022 | 143   | 2    |
| 4 | Xavi                         | 2000-2014 | 133   | 12   |
| 5 | Andrés Iniesta               | 2006-2018 | 131   | 14   |
| 6 | Andoni Zubizarreta (Goleiro) | 1985-1998 | 126   | 0    |
| 7 | David Silva                  | 2006-2018 | 125   | 35   |
| 8 | Xabi Alonso                  | 2003-2014 | 114   | 16   |
| 9 | Cesc Fàbregas                | 2006-2016 | 110   | 15   |
| 9 | Fernando Torres              | 2003-2014 | 110   | 38   |

### Maiores goleadores
Atualizado em 26 de junho de 2024
| #  | Nome               | Período    | Gols | Jogos |
| -- | ------------------ | ---------- | ---- | ----- |
| 1  | David Villa        | 2005-2017  | 59   | 98    |
| 2  | Raúl               | 1996-2006  | 44   | 102   |
| 3  | Fernando Torres    | 2003-2014  | 38   | 110   |
| 4  | Álvaro Morata      | 2014-atual | 36   | 76    |
| 5  | David Silva        | 2006-2018  | 35   | 125   |
| 6  | Fernando Hierro    | 1989-2002  | 29   | 89    |
| 7  | Fernando Morientes | 1998-2007  | 27   | 47    |
| 8  | Emilio Butragueño  | 1984-1992  | 26   | 69    |
| 9  | Sergio Ramos       | 2005-2022  | 23   | 180   |
| 10 | Alfredo di Stéfano | 1957-1961  | 23   | 31    |

### Treinadores
| Nome                      | Período   | Jogos | Vitórias | Empates | Derrotas | Gols feitos | Gols sofridos | % Média |
| ------------------------- | --------- | ----- | -------- | ------- | -------- | ----------- | ------------- | ------- |
| Robson Alendorf           | 1920      | 5     | 4        | 0       | 1        | 9           | 5             | 80,00%  |
| Julián Ruete              | 1921-1922 | 4     | 4        | 0       | 0        | 11          | 2             | 100,00% |
| José Ángel Berraondo      | 1921-1928 | 6     | 2        | 3       | 1        | 14          | 12            | 33,33%  |
| Manuel Castro González    | 1921-1927 | 10    | 9        | 0       | 1        | 21          | 7             | 90,00%  |
| José María Mateos         | 1922-1933 | 23    | 16       | 3       | 4        | 64          | 24            | 69,56%  |
| Salvador Díaz Iraola      | 1922      | 1     | 1        | 0       | 0        | 4           | 0             | 100,00% |
| Luis Argüello Brage       | 1923      | 2     | 1        | 0       | 1        | 3           | 1             | 50,00%  |
| Pedro Parages             | 1923-1924 | 3     | 1        | 1       | 1        | 3           | 1             | 33.33%  |
| José García Cernuda       | 1923-1924 | 2     | 1        | 1       | 0        | 3           | 0             | 50,00%  |
| Luis Colina Álvarez       | 1924      | 1     | 1        | 0       | 0        | 2           | 1             | 50,00%  |
| José Rosich Rubiera       | 1924      | 1     | 1        | 0       | 0        | 2           | 1             | 50,00%  |
| Julián Olave Videa        | 1924      | 1     | 1        | 0       | 0        | 2           | 1             | 50,00%  |
| Fernando Gutiérrez Alzaga | 1925      | 3     | 3        | 0       | 0        | 6           | 0             | 100,00% |
| Ricardo Cabot Montalt     | 1925      | 2     | 2        | 0       | 0        | 2           | 0             | 100,00% |
| Ezequiel Montero Román    | 1926-1927 | 4     | 3        | 0       | 1        | 9           | 5             | 75,00%  |
| Fred Pentland             | 1929      | 1     | 1        | 0       | 0        | ?           | ?             | 100,00% |
| Amadeo García             | 1934-1936 | 12    | 6        | 2       | 4        | 30          | 15            | 50,00%  |
| Eduardo Teus López        | 1941-1942 | 6     | 3        | 2       | 1        | 15          | 10            | 50,00%  |
| Jacinto Quincoces         | 1945      | 2     | 1        | 1       | 0        | 6           | 4             | 50,00%  |
| Luis Casas Pasarín        | 1946      | 1     | 0        | 0       | 1        | 0           | 1             | 0,00%   |
| Pablo Hernández Coronado  | 1947-1962 | 6     | 2        | 0       | 4        | 9           | 10            | 33,33%  |
| Guillermo Eizaguirre      | 1948-1956 | 19    | 8        | 6       | 5        | 40          | 33            | 42,10%  |
| Félix Quesada             | 1951      | 3     | 1        | 2       | 0        | 9           | 6             | 33,33%  |
| Luis Iceta                | 1951      | 3     | 1        | 2       | 0        | 9           | 6             | 33,33%  |
| Paulino Alcántara         | 1951      | 3     | 1        | 2       | 0        | 9           | 6             | 33,33%  |
| Ricardo Zamora            | 1952      | 2     | 1        | 1       | 0        | 6           | 0             | 50,00%  |
| Pedro Escartín            | 1952-1961 | 12    | 7        | 3       | 2        | 18          | 10            | 58,33%  |
| Luis Iribarren Cavanilles | 1953-1954 | 4     | 1        | 2       | 1        | 8           | 6             | 25,00%  |
| Ramón Melcón Bartolomé    | 1955      | 2     | 0        | 1       | 1        | 2           | 3             | 0,00%   |
| José Luis del Valle       | 1955      | 1     | 1        | 0       | 0        | 3           | 0             | 100,00% |
| Emilio Jiménez Millas     | 1955      | 1     | 1        | 0       | 0        | 3           | 0             | 100,00% |
| Juan Touzón Jurjo         | 1955      | 1     | 1        | 0       | 0        | 3           | 0             | 100,00% |
| Manuel Meana              | 1957-1959 | 12    | 7        | 3       | 2        | 35          | 16            | 58,33%  |
| José Luis Costa           | 1959-1960 | 12    | 8        | 0       | 4        | 35          | 21            | 66,66%  |
| José Luis Lasplazas       | 1959-1960 | 12    | 8        | 0       | 4        | 35          | 21            | 66,66%  |
| Ramón Gabilondo           | 1959-1960 | 12    | 8        | 0       | 4        | 35          | 21            | 66,66%  |
| José Villalonga           | 1962-1966 | 22    | 9        | 5       | 8        | 35          | 28            | 40,90%  |
| Domènec Balmanya          | 1966-1968 | 10    | 4        | 3       | 3        | 11          | 7             | 36,36%  |
| Eduardo Toba              | 1968-1969 | 4     | 1        | 2       | 1        | 5           | 4             | 25,00%  |
| Luis Molowny              | 1969      | 4     | 2        | 1       | 1        | 3           | 3             | 50,00%  |
| Salvador Artigas          | 1969      | 4     | 2        | 1       | 1        | 3           | 3             | 50,00%  |
| Ladislao Kubala           | 1969-1980 | 68    | 30       | 22      | 16       | 98          | 59            | 44,11%  |
| José Santamaría           | 1980-1982 | 24    | 10       | 8       | 6        | 31          | 22            | 41,66%  |
| Miguel Muñoz              | 1982-1988 | 63    | 32       | 16      | 15       | 104         | 60            | 50,79%  |
| Luis Suárez               | 1988-1991 | 27    | 15       | 4       | 8        | 55          | 28            | 55,55%  |
| Vicente Miera             | 1991-1992 | 8     | 4        | 2       | 2        | 11          | 7             | 50,00%  |
| Javier Clemente           | 1992-1998 | 62    | 36       | 20      | 6        | 126         | 43            | 58,06%  |
| José Antonio Camacho      | 1998-2002 | 44    | 28       | 9       | 7        | 105         | 37            | 63,63%  |
| Iñaki Sáez                | 2002-2004 | 23    | 15       | 6       | 2        | 44          | 11            | 65,21%  |
| Luis Aragonés             | 2004-2008 | 54    | 38       | 12      | 4        | 99          | 32            | 70,37%  |
| Vicente del Bosque        | 2008-2016 | 114   | 87       | 10      | 17       | 257         | 79            | 76,32%  |
| Julen Lopetegui           | 2016-2018 | 20    | 14       | 6       | 0        | 21          | 2             | 83,34%  |
| Fernando Hierro           | 2018      | 3     | 1        | 2       | 0        | 6           | 5             | 33,33%  |
| Luis Enrique              | 2018-2022 | 47    | 26       | 14      | 7        | 80          | 29            | 65,2%   |
| Luis de la Fuente         | 2022-     | 7     | 5        | 1       | 1        | 20          | 4             |         |
| TOTAL                     | 1920-2016 | 682   | 357      | 160     | 143      |             |               |         |

## Uniformes

### Uniformes atuais

#### Uniformes dos jogadores
- 1º - Camisa vermelha, calção e meias azuis;
- 2º - Camisa azul, calção e meias azuis.

| 1º Uniforme | 2º Uniforme | Alternativo | Alternativo | Alternativo |

#### Uniformes dos goleiros
- Camisa branca, calção cinza e meias brancas;
- Camisa amarela, calção e meias amarelas;
- Camisa verde, calção e meias verdes;
- Camisa preta, calção e meias pretas.

| 0 | 0 | 0 | 0 | Alternativo |

### Fornecedores esportivos
| Período        | Material esportivo |
| -------------- | ------------------ |
| 1920-1935      | Nenhum             |
| 1935-1966      | Deportes Cóndor    |
| 1966           | Umbro              |
| 1967-1981      | Deportes Cóndor    |
| 1981-1983      | Adidas AG          |
| 1984-1990      | Le Coq Sportif     |
| 1991- presente | Adidas AG          |

## Títulos
Seleção principal
| MUNDIAIS     | MUNDIAIS                | MUNDIAIS | MUNDIAIS                |
|              | Competição              | Títulos  | Ano                     |
| ------------ | ----------------------- | -------- | ----------------------- |
|              | Copa do Mundo           | 1        | 2010                    |
| CONTINENTAIS |                         |          |                         |
|              | Competição              | Títulos  | Ano                     |
|              | Eurocopa                | 4        | 1964, 2008, 2012 e 2024 |
|              | Liga das Nações da UEFA | 1        | 2022–23                 |

### Cronologia dos Títulos
| Sede              | Torneio                 | Ano     | N.º |
| ----------------- | ----------------------- | ------- | --- |
| Espanha           | Eurocopa                | 1964    | 1º  |
| Áustria · Suíça   | Eurocopa                | 2008    | 2º  |
| África do Sul     | Copa do Mundo           | 2010    | 3º  |
| Polónia · Ucrânia | Eurocopa                | 2012    | 4º  |
| Países Baixos     | Liga das Nações da UEFA | 2022–23 | 5º  |
| Alemanha          | Eurocopa                | 2024    | 6º  |

Seleção olímpica
| EVENTOS MULTIESPORTIVOS | EVENTOS MULTIESPORTIVOS | EVENTOS MULTIESPORTIVOS | EVENTOS MULTIESPORTIVOS |
|                         | Competição              | Vezes                   | Ano                     |
| ----------------------- | ----------------------- | ----------------------- | ----------------------- |
|                         | Jogos Olímpicos         | 2                       | 1992 e 2024             |
|                         | Jogos Olímpicos         | 3                       | 1920, 2000 e 2020       |

Legenda
 Campeão invicto

### Títulos de base

#### Seleção Sub-23
- Jogos Mediterrâneos Sub-23: 3 (2005, 2009, 2018)

#### Seleção Sub-21
- Eurocopa Sub-21: 5 (1986; 1998; 2011 e 2013, 2019)

### Seleção Sub-20
- Copa do Mundo Sub-20: 1 (1999)

#### Seleção Sub-19
- Eurocopa Sub-19: 12 (1952, 1954, 1995, 2002, 2004, 2006, 2007, 2011, 2012, 2015, 2019, 2024)

#### Seleção Sub-17
- Eurocopa Sub-17: 9 (1986, 1988, 1991, 1997, 1999, 2001, 2007, 2008, 2017)
- Meridian Cup: 4 (1999, 2001, 2003,2009)

#### Estudantis
- Universíada: 1 Medalha de ouro na Universíada de Verão (1999)

TOTAL: 34 títulos

## Campanhas de destaque
Seleção Principal
- 2° lugar na Liga das Nações em 2020-21
- 2º lugar na Eurocopa em 1984
- Medalha de prata nas Olimpíadas em 1920, 2000 e 2020
- 2º lugar na Copa das Confederações em 2013

Seleção Sub-21
- Vice-campeonatos europeus: 1969, 1984 e 1986.

Seleção Sub-20
- Vice-campeonatos mundiais: 1985 e 2003.
- 2º lugar nos Jogos do Mediterrâneo: 2005

Seleção Sub-17
- Vice-campeonatos mundiais: 1991, 2003, 2007 e 2017.
- 2º lugar na Meridian Cup: 1997.
- Vice-campeonatos europeus: 1992, 1995, 2003, 2004 e 2010.